# Volker Hucklenbroich

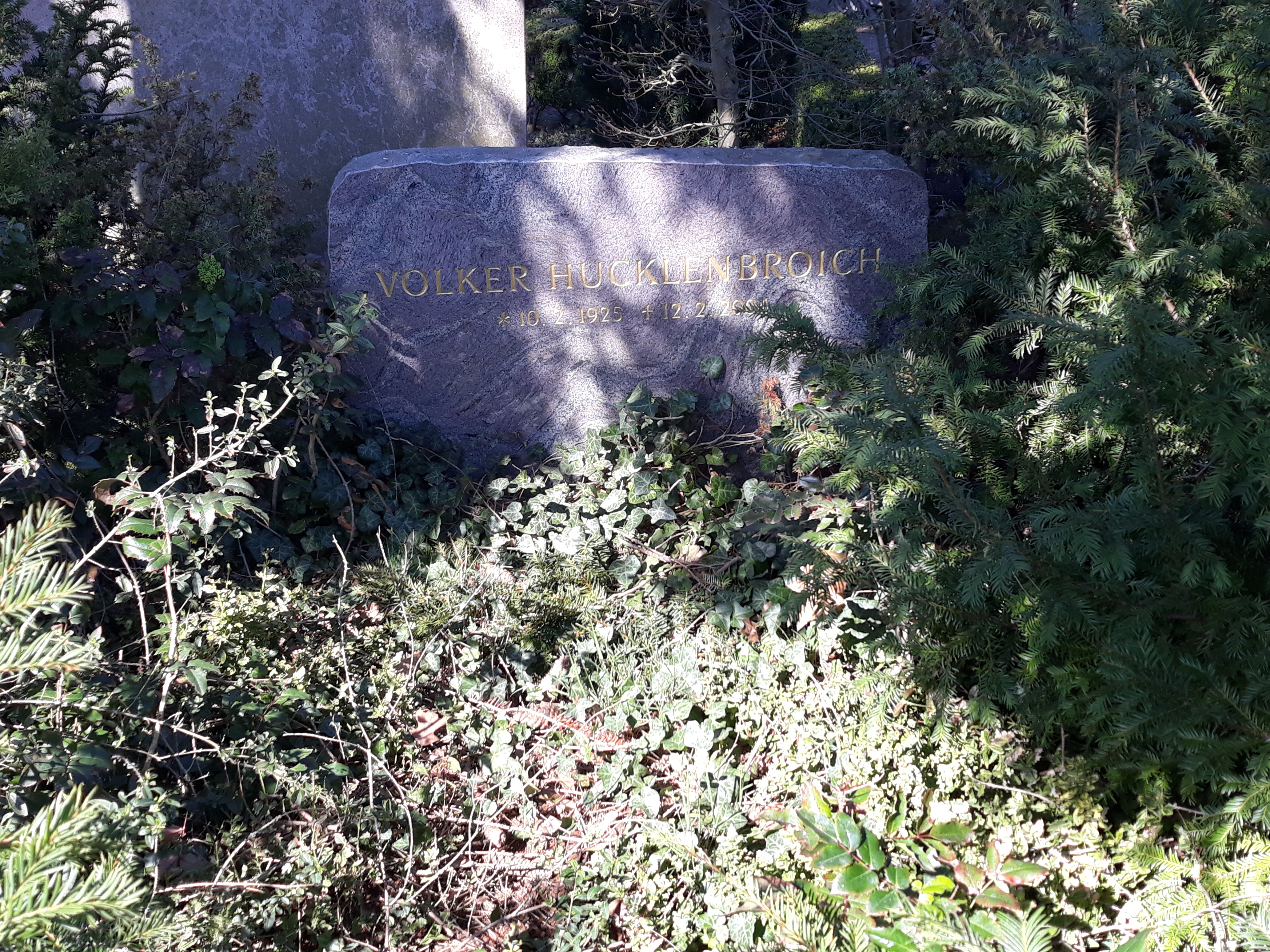
Grab von Volker Hucklenbroich auf dem Friedhof Zehlendorf in Berlin

Volker Hucklenbroich (* 10. Februar 1925 in Soest; † 12. Februar 2004 in  Berlin) war ein deutscher Jurist und Berliner Politiker (FDP).

## Leben
Nach dem Besuch der Oberrealschule in Berlin-Oberschöneweide beantragte er am 15. Januar 1943 die Aufnahme in die NSDAP und wurde zum 20. April desselben Jahres aufgenommen (Mitgliedsnummer 9.498.287). Von 1943 bis 1945 musste er Kriegsdienst leisten. Er studierte dann an der Friedrich-Wilhelms-Universität in Berlin Rechtswissenschaften. 1948 wurde er als studentischer Vertreter im Disziplinarausschuss der Juristischen Fakultät der Universität Berlin benannt.
1946 wurde er Mitglied der Liberal-Demokratischen Partei Deutschlands (LDP) in der Sowjetischen Besatzungszone. Ein Jahr später wurde er zum Jugendvertreter im LDP-Vorstand gewählt. Dem Berliner LDP-Landesverband gehörte er als Gründungsmitglied an. 1950 wurde er erstmals in den Berliner FDP-Landesvorstand gewählt. Von 1954 an war er 18 Jahre lang stellvertretender Landesvorsitzender der Berliner FDP.
Von 1950 bis 1958 und von 1975 bis 1981 gehörte er der FDP-Fraktion im Abgeordnetenhaus von Berlin an. Im Bezirk Schöneberg war er von 1965 bis 1975 als Stadtrat für Finanzen, seit 1971 zusätzlich für Wirtschaft tätig.
Für seine Verdienste wurde ihm 1975 das Bundesverdienstkreuz 1. Klasse verliehen. Das Land Berlin ehrte ihn am 30. Mai 1994 mit dem Titel eines Stadtältesten von Berlin.
Er wurde auf dem Friedhof Onkel-Tom-Straße in Berlin-Zehlendorf beigesetzt.